# Mikael Gam
Mikael Gam (* 14. Februar 1901 in Sinding; † 24. Mai 1982 in Virum) war ein dänischer Politiker, Lehrer und Beamter.

## Leben

### Familie und Ausbildung
Mikael Gam war der Sohn des Hofbesitzers Andreas Gam (1866–1935) und seiner Frau Dagmar Biendine Petersen (1881–1962). In seiner Jugend war er in der Landwirtschaft tätig, beschloss aber 1920 Lehrer zu werden. Er legte 1924 sein Lehrerexamen am Silkeborg Seminarium ab. Anschließend arbeitete er ein Jahr lang als Lehrer in Uge bei Tinglev. Am 14. Juli 1925 heiratete er in Vitved Helga Mikkelsen (1906–1996), Tochter des Lehrers Andreas Mikkelsen (1870–1937) und seiner Frau Karen Marie Jakobsen (1875–1946).

### Karriere in Grönland
1925 wurde er an Grønlands Seminarium in Nuuk angestellt. 1928 wurde Gam zum Leiter der Efterskole in Aasiaat ernannt und blieb dort bis 1948, ab 1931 zusätzlich als Schulberater für Nordgrönland. Von 1948 bis 1950 war er der Grønlandskommission als Sachverständiger beigeordnet. Als das grönländische Schulwesen 1950 aus dem Kirchenwesen ausgelagert wurde, wurde er zum Schuldirektor für Grönland ernannt. Seine Arbeit für das grönländische Schulwesen war von großer Bedeutung. Die Schule in Aasiaat trägt ihm zu Ehren heute den Namen Gammeqarfik („Wo es Gam gibt“).

### Politikkarriere
Bei der Wahl 1960 wurde er für den Wahlkreis Nordgrönland ins Folketing gewählt, wobei er der einzige Däne war, der je einen der beiden grönländischen Folketingssitze einnahm. Daraufhin ließ er sich als Schuldirektor beurlauben und wurde im Folgejahr offiziell pensioniert. Er wurde anschließend zum Grönlandminister im Kabinett Kampmann II ernannt, um der Regierung die Mehrheit zu sichern, und löste damit Kai Lindberg auf dem Posten ab. Damit war er auch der erste in Grönland gewählte dänische Minister. Mit der Folketingswahl 1964 schied Gam als Mitglied des Kabinetts Krag I aus der aktiven Politik aus.

### Ehrenämter und Auszeichnungen
Mikael Gam war von 1965 bis 1970 Vorsitzender der Grönländischen Gesellschaft, Aufsichtsratsmitglied des Grønlandsfonds und des Kong Christian X. og Dronning Alexandrines Fond und Vizevorsitzender der Foreningen Grønlandske Børn.
Für seine Verdienste wurde er 1950 zum Ritter des Dannebrogordens, 1959 zum Ritter 1. Grades und 1962 zum Kommandeur ernannt. Er starb 1982 im Alter von 81 Jahren im Kopenhagener Vorort Virum.

## Werke
- 1954: Kalâleĸ arnaĸ („Die grönländische Frau“)
- 1972: Een gang Grønland, altid Grønland („Einmal Grönland, immer Grönland“)